# Helsingfors Skridskoklubb
Helsingfors Skridskoklubb (HSK) (finska: Helsingin Luistinklubi) är en konståkningsförening i Helsingfors i Finland. Föreningen är officiellt tvåspråkig (svenska och finska). HSK har i dag följande discipliner på programmet: singelåkning, teamåkning och isdans. Föreningen har drygt 500 medlemmar.
Framför allt i teamåkning har föreningen under de senaste åren rönt stora framgångar. Juniorlaget Team Mystique och seniorlaget Team Unique hör till världseliten.   

## Historia
Helsingfors Skridskoklubb är Finlands näst äldsta ännu verkande idrottsförening och äldsta konståkningsförening. Konståkningsföreningen grundades 1875 i Helsingfors. På grund av att huvudparten av Helsingfors invånare på den tiden var finlandssvenskar[källa behövs] fick idrottsföreningen enbart ett enspråkigt svenskt namn, Helsingfors Skridskoklubb. När klubben fick sitt dubbelnamn är höljt i dunkel. (Noteras bör att den finskspråkiga namnformen aldrig har riktigt slagit igenom bland de finskspråkiga medlemmarna utan även de använder huvudsakligen den svenska namnformen.) Den enda förkortningen som används är HSK.
Under det första året hade HSK 244 medlemmar varav 164 män och 80 kvinnor. Föreningen hade vid starten följande två sektioner på programmet: hastighetsåkning på skridskor och konståkning. HSK arrangerade första skridskotävlingen 1883. Fiskaren Fredrik Liljeberg vann första skridskolöpningen på 2000 meter.
Under 1930-talet hade klubben ett framgångsrikt lag i ishockey, som vann det finländska mästerskapet 1933 och 1934. Ishockeylaget upphörde att existera i början av 1950-talet.

## Extern länk/Källa
- (finska) HSK:s webbplats